# Jules Combarieu
Jules Léon-Jean Combarieu, född 4 februari 1859, död 7 juli 1916, var en fransk musikforskare.
Combarieu var lärare vid Lyceum le grand i Paris, och blev slutligen professor i musikhistoria vid Collège de France. Bland Combarieus främsta arbeten märks Études de philogie musicale (3 band, 1896-1898), Éléments de grammaire musicale historique (1906), La musique, ses lois, son évolution (1907), La musique et la magie (1909), samt Historie de la musique (3 band, 1913-1920).